# Mieke Gorissen
Mieke Gorissen, född 29 november 1982, är en friidrottare från Belgien. Hon deltog vid olympiska sommarspelen 2020.